# NGC 7310
NGC 7310 é uma galáxia espiral barrada (SBbc) localizada na direcção da constelação de Aquarius. Possui uma declinação de -22° 29' 06" e uma ascensão recta de 22 horas, 34 minutos e 36,8 segundos.
A galáxia NGC 7310 foi descoberta em 1886 por Frank Leavenworth.